# Politiskolen
 For alternative betydninger, se Politiskolen (flertydig). (Se også artikler, som begynder med Politiskolen)
Politiskolen er Rigspolitiets centrale uddannelsesinstitution, der forestår den 2 år og 4 måneder lange uddannelse til  politibetjent, den halvårlige uddannelse til politikadet og efter- og videreuddannelse af det eksisterende politipersonale. Politiskolen har to uddannelsescentre beliggende i henholdsvis Brøndbyøster og Vejle.
Politibetjentuddannelsen består af 3 semestre:
1. semester, 11 måneder teori og træning på Politiskolen
2. semester, 11 måneder praktik i en politikreds
3. semester, 6 måneder teori og træning på Politiskolen

Politikadetuddannelsen består af 1 semester:
1. semester, 6 måneder teori og træning på Politiskolen. Politikadetten kan efterfølgende videreuddanne sig til politibetjent.

Skolen, der blev etableret som Statens Politiskole i oktober 1914, er organiseret som en afdeling under Rigspolitiet og ledes af en rektor (tidligere en politimester). Før skolens etablering i 1909 krævede det ikke en bestemt formel uddannelse at blive ansat i politiet. Først i 1944 fik den statslige skole permanente lokaler – dengang på Artillerivej på Islands Brygge. Siden 1996 har skolen haft til huse i Brøndbyøster og i 2020 åbnede Politiskolens Uddannelsescenter Vest i Vejle.
For at blive optaget på skolen skal man gennemgå fire prøver, en helbredsundersøgelse hos egen læge og eventuelt en lægefaglig vurdering hos Rigspolitiets personalelæge. Man kan forberede sig til prøven på hjemmesiden test-dig.dk, ligesom mange folkehøjskoler i Danmark udbyder forberedelseskurser, heriblandt Aalborg Sportshøjskole, Nordjyllands Idrætshøjskole, Idrætshøjskolen i Sønderborg, Isterød Højskole, Højskolen Østersøen, Viborg Gymnastik- og idrætshøjskole samt Gymnastikhøjskolen i Ollerup.